# Caroline de Bade
 (janvier 2020).
Si vous disposez d'ouvrages ou d'articles de référence ou si vous connaissez des sites web de qualité traitant du thème abordé ici, merci de compléter l'article en donnant les références utiles à sa vérifiabilité et en les liant à la section « Notes et références ».
Frederica Caroline Wilhelmina de Bade est née le 13 juillet 1776 à Karlsruhe, et morte le 13 novembre 1841 à Munich. Elle devient reine consort de Bavière en 1806 par son mariage avec Maximilien Ier de Bavière et le demeure jusqu'à la mort de ce dernier en 1825.

## Biographie

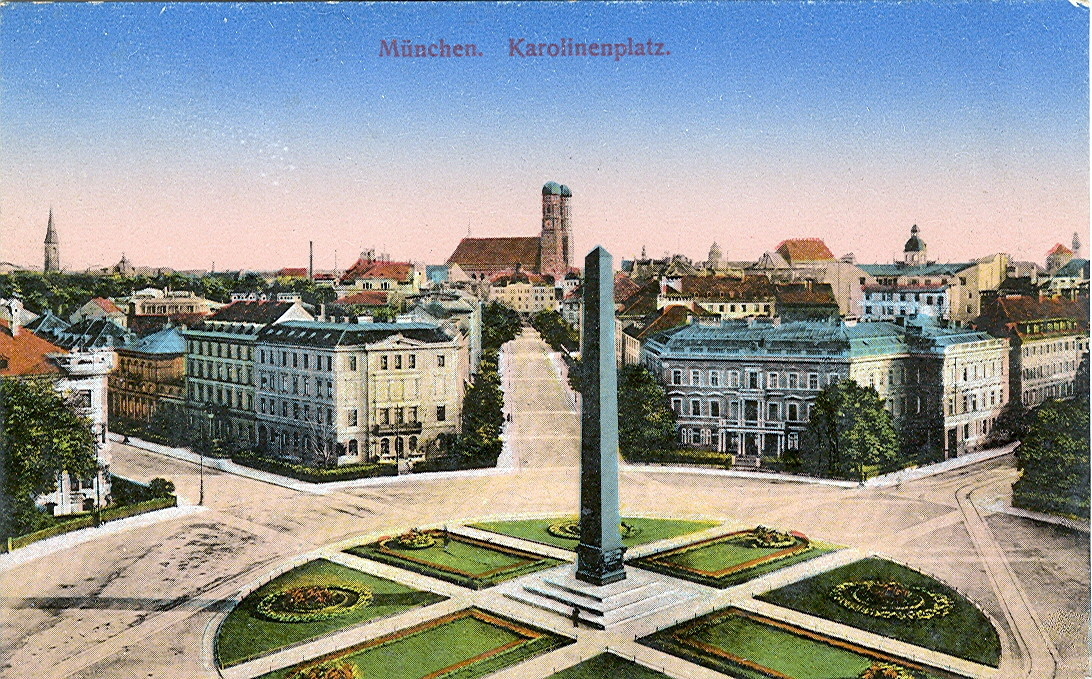
Karolinenplatz, Brienner Straße, 1914

Seconde fille de Charles-Louis de Bade et d'Amélie de Hesse-Darmstadt (fille de Louis IX de Hesse), elle a une sœur jumelle Catherine Amélie Christiane Louise, quatre autres sœurs et deux frères.
Son grand-père, le margrave Charles IV Frédéric de Bade (Charles Ier), était considéré comme l'archétype des souverains éclairés. Néanmoins son veuvage lui pesant, il contracta à un âge avancé une union morganatique qui, du fait des ambitions de sa nouvelle épouse, allait compliquer la succession du margraviat (devenu grâce à la protection de France napoléonienne, électorat en 1803 puis grand-duché en 1806).
En 1793, sa sœur cadette Louise Augusta de Bade est choisie par la tsarine Catherine II de Russie comme épouse pour le futur tsar Alexandre Ier de Russie.
Dès lors, Caroline et ses sœurs (sauf sa sœur jumelle Amalie qui mourra célibataire) contracteront des unions brillantes en Europe, notamment au sein de l'Empire germanique dont les princes, confrontés à la Révolution puis à l'Empire français mais désireux aussi de s'émanciper de la suprématie de l'Autriche et de résister aux ambitions prussiennes, cherchent une protection puissante. Ainsi, sa sœur Frédérique épouse le roi de Suède Gustave IV Adolphe, tandis que sa sœur Marie devient duchesse de Brunswick en épousant Frédéric-Guillaume de Brunswick-Wolfenbüttel.
Il est un temps question de fiançailles entre la jeune princesse Caroline et le duc d'Enghien, lointain cousin du roi de France Louis XVI, qui vivait en émigration à Ettenheim dans le margraviat. Par crainte d'indisposer les révolutionnaires français et pour préserver ses États et ses sujets, le vieux margrave Charles-Frédéric doit s'opposer au mariage.
Caroline de Bade épouse le 9 mars 1797 Maximilien de Bavière, duc de Deux-Ponts, héritier des électorats de Palatinat et de Bavière, qui devient roi de Bavière en 1806 (il était veuf depuis 1796 de Wilhelmine de Hesse-Darmstadt, qui était la nièce de Louis IX et la cousine germaine d'Amélie de Hesse).
Caroline de Bade s'impose à la cour de Bavière par sa grande dignité et fait donner à ses filles une éducation stricte qui leur inculque au plus haut point le sens du devoir. Le congrès de Vienne sera également le lieu de négociations des mariages de ses filles qui épouseront à leur tour les plus importants souverains allemands (Prusse, Saxe et Autriche).
En 1828, la reine consort de Bavière est sensibilisée à l'affaire Kaspar Hauser. En effet, il se disait que le jeune homme était son neveu, le légitime héritier du grand-duché de Bade.

## Descendance

### Enfants
Caroline de Bade est mère de huit enfants, dont deux fois des jumelles :
- Un fils mort-né à Munich le 5 septembre 1799
- Maximilien Joseph Charles Frédéric (Amberg 27 octobre 1800 - Munich 12 février 1803)
- Élisabeth-Louise (Munich 13 novembre 1801 - Dresde 14 décembre 1873), épouse en 1823 Frédéric-Guillaume IV de Prusse (sans postérité)
- Amélie, jumelle de la précédente (Munich 13 novembre 1801 - Dresde 8 novembre 1877) , épouse en 1822 Jean Ier de Saxe (dont postérité)
- Sophie (Munich 27 janvier 1805 - Vienne 28 mai 1872), épouse en 1824 l'archiduc François-Charles d'Autriche, et sera mère de l'empereur François-Joseph Ier, qui épousera sa cousine germaine "Sissi"
- Marie Léopoldine, jumelle de la précédente (Munich 27 janvier 1805 - Wachwitz 13 septembre 1877), épouse en 1833 Frédéric-Auguste II de Saxe (sans postérité)
- Louise (Ludovika), (Munich 30 août 1808 - Munich 26 janvier 1892), épouse en 1828 son cousin Maximilien en Bavière (1808-1888), et sera la mère de l'impératrice d'Autriche ("Sissi"), de la reine Marie des Deux-Siciles et de la duchesse d'Alençon, et la grand-mère paternelle d'Élisabeth, reine des Belges.
- Maximilienne-Josèphe-Caroline (de) (Nymphembourg 21 juillet 1810 - Munich 4 février 1821)

### Petits-enfants
Caroline de Bade est la grand-mère de plusieurs souverains :
- l'empereur François-Joseph Ier d'Autriche né en 1830, et de son épouse l'impératrice Élisabeth, dite Sissi, née en 1837 ;
- l'empereur Maximilien Ier du Mexique, frère de François-Joseph Ier né en 1832 ;
- la reine Marie des Deux-Siciles, sœur de l'impératrice Élisabeth, née en 1841 ;
- le roi Albert de Saxe né en 1828 (époux de Caroline de Suède, petite-nièce de Caroline de Bade), et son frère qui lui succéda en 1902, le roi Georges Ier de Saxe né en 1832 ;
- la grande-duchesse Anne de Toscane née princesse de Saxe en 1836, épouse du grand-duc Ferdinand IV de Toscane.